# Osiek (powiat olkuski)
Osiek – wieś w Polsce położona w województwie małopolskim, w powiecie olkuskim, w gminie Olkusz.
W latach 1975–1998 miejscowość należała administracyjnie do województwa katowickiego.

## Nazwa
Nazwa miejscowości notowana była w formach Ossek (1408), Hosszek (1408), Osyek (1470-80). Jest to nazwa kulturowa oznaczająca ‘miejsce, gdzie wznosiła się warownia leśna wzniesiona z pni drzewnych’. W wymowie gwarowej: u̯ośek (-a), u̯ośecḱi.